# ألبرت جي. بلانشارد
ألبرت جي. بلانشارد (بالإنجليزية: Albert G. Blanchard) هو عسكري أمريكي، ولد في 6 سبتمبر 1810 في ماساتشوستس في الولايات المتحدة، وتوفي في 21 يونيو 1891 في نيو أورلينز في الولايات المتحدة.